# Eriachne nervosa
Eriachne nervosa är en gräsart som beskrevs av Alfred James Ewart och Isabel Clifton Cookson. Eriachne nervosa ingår i släktet Eriachne och familjen gräs. Inga underarter finns listade i Catalogue of Life.